# Mario Alejandro Costas
Mario Alejandro Costas (24 de abril de 1981, Santiago del Estero, Argentina) es un futbolista argentino que juega como delantero en PSM Makassar. Inició su carrera deportiva en el Ferro Carril Oeste y ha integrado nóminas de equipos especialmente de segunda y tercera División de Argentina en los que ha obtenido algunos títulos de ascenso. También ha jugado en El Salvador.

## Clubes
| Club                    | País        | Año       |
| ----------------------- | ----------- | --------- |
| Club Ferro Carril Oeste | Argentina   | 2000–2003 |
| Sportivo Italiano       | Argentina   | 2003–2004 |
| Estudiantes de Caseros  | Argentina   | 2004      |
| Club Deportivo Morón    | Argentina   | 2005      |
| Independiente Rivadavia | Argentina   | 2005      |
| Temperley               | Argentina   | 2006      |
| Deportivo Merlo         | Argentina   | 2006      |
| Luis Ángel Firpo        | El Salvador | 2007      |
| América de Cali         | Colombia    | 2008      |
| Alvarado                | Argentina   | 2008      |
| PSMS Medan              | Indonesia   | 2009      |
| Club Gimnasia y Esgrima | Argentina   | 2010      |
| Pro Duta F.C.           | Indonesia   | 2011      |
| Persela Lamongan        | Indonesia   | 2011      |

## Palmarés

### Torneos nacionales
| Título             | Equipo             | País        | Año  |
| ------------------ | ------------------ | ----------- | ---- |
| Primera B          | Ferro Carril Oeste | Argentina   | 2003 |
| Copa Pilsener      | Luis Ángel Firpo   | El Salvador | 2007 |
| Copa Cafam 50 años | América de Cali    | Colombia    | 2008 |